# District de Yufeng
Le district de Yufeng (鱼峰区 ; pinyin : Yúfēng Qū) est une subdivision administrative de la région autonome du Guangxi en Chine. Il est placé sous la juridiction de la ville-préfecture de Liuzhou.

## Démographie
La population du district était de 356 296 habitants en 2010.